# Valy (Karlovy Vary)
Valy (in tedesco Schanz) è un comune della Repubblica Ceca facente parte del distretto di Cheb, nella regione di Karlovy Vary.

## Geografia fisica
I comuni limitrofi sono Sekerské Chalupy, Jedlová, Stará Voda ad ovest, Lázně Kynžvart, Horní Lazy a nord, Hörgassing, Mariánské Lázně e Stanoviste ad est e Velká Hleďsebe, Klimentov, Malá Hleďsebe, Drmoul, Usovice, Velké Krásné, Malé Krásné, Horní Ves, Trstěnice, Planská Huť e Skelné Hutě a sud.